# Junius Brutus Booth, Jr.
Junius Brutus Booth, Jr. (Baltimore, 22 décembre 1821 - Manchester-by-the-Sea, 16 septembre 1883) est un acteur et administrateur de théâtre américain, frère de John Wilkes Booth, l'assassin d'Abraham Lincoln. Il fut lui-même arrêté à ce titre après l'assassinat.
En tant que membre de l'illustre famille d'acteurs que constituaient les Booth, Junius Brutus Booth, Jr. vit son nom éclipsé non seulement par celui de son père et ses frères Edwin et John Wilkes Booth, mais également par celui de sa femme Agnes, qui fut elle-même une actrice reconnue.
Il est le père de l'acteur Sydney Booth.